# L'eroe di Trafalgar
L'eroe di Trafalgar (Sharpe's Trafalgar) è un romanzo storico scritto da Bernard Cornwell, ambientato durante le guerre napoleoniche. Questo libro racconta il viaggio del sottotenente Richard Sharpe che decide di lasciare i reggimenti indiani per arruolarsi in Europa e viene coinvolto nella battaglia di Trafalgar.
Il romanzo fa parte della serie Le avventure di Richard Sharpe ed è preceduto da Assalto alla fortezza e seguito da Cacciatore e preda.

## Trama
Nel 1805, Richard Sharpe ha deciso di abbandonare le giubbe rosse stanziate in India e di arruolarsi nelle "Giubbe Verdi", un nuovo reggimento di fucilieri da poco formato in Europa. A Bombay, poco prima della partenza sulla Calliope, rimane vittima di una truffa e fa la conoscenza del capitano di vascello Joel Chase, comandante della nave da guerra Pucelle.
Durante il viaggio la Calliope viene però venduta dal suo capitano, Peculiar Cromwell, e da un vecchio nemico di Sharpe, Pohlmann, alla Revenant, della flotta francese.
La Calliope viene comunque presto riconquistata dalla Pucelle e Chase offre un viaggio più rapido verso l'Inghilterra sia a Sharpe che a Lord William e sua moglie Lady Grace, che accettano.
Sharpe e Lady Grace, divenuti amanti, vengono scoperti dal segretario di Lord William, il quale tenta di ricattarli, venendo però ucciso da Sharpe.
All'inseguimento della Reventant, la Calliope si ricongiunge alla flotta inglese comandata da Lord Horatio Nelson, di stanza di fronte Cadice, a capo Trafalgar, giusto in tempo per partecipare alla vittoriosa battaglia contro la flotta franco-spagnola.

## Personaggi
- Sottotenente Richard Sharpe, protagonista.
- Joel Chase, capitano di vascello, comandante della Pucelle
- Anthony Pohlmann, disertore e avversario degli inglesi, ora si finge un ricco barone tedesco
- Lord William, del consiglio della Compagnia delle Indie
- Lady Grace, moglie di Lord William
- Malachi Braithwaite, segretario di Lord William
- Peculiar Cromwell, comandante della Calliope
- Pugnoduro, marinaio della Pucelle
- Horatio Nelson, Lord comandante della flotta inglese

## Edizioni
- Bernard Cornwell, L'eroe di Trafalgar, traduzione di Donatella Cerutti Pini, Longanesi, 2000, ISBN 978-88-502-1022-0.